# 極地時代冰川
極地時代冰川是南極洲的冰川，流經斯瓦陶森冰原島峰和博伊德冰原島峰，最終注入帕布利凱申斯冰架西部，該冰川以美國的極地雜誌命名。
69°46′S 74°35′E / 69.767°S 74.583°E